# Temuco
Temuco je glavno mesto regije Araukanija v Čilu. Mesto obsega 464 km2, po podatkih iz leta 2002 pa ima več kot 245.347 prebivalcev.